# Patchwork

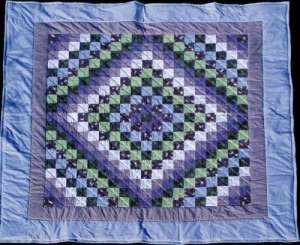
Patchworkový přehoz

Patchwork (anglicky patch – záplata, work - práce - vyrobeno ze záplat) je specifická textilní technika. Jedná se o sešívání malých, různě barevných kousků látek tak, aby vytvářely geometrické vzory. Výsledný patchwork může být použit samostatně, ale častěji bývá spojen v tzv. "sendvič" (horní vrstvu tvoří patchwork, uprostřed bývá rouno a spodní vrstvu opět tvoří látka) a je ozdobně prošit drobnými stehy. Takto sešitý patchwork se nazývá quilt.

## Historie
Zřejmě nejstarší dochovaný patchwork pochází z Číny z 8. - 9. století n. l. Jednalo se o buddhistické obřadní roucho sešité z pestrých hedvábných látek. Velmi oblíbeným se patchwork stal v Anglii v 17. století. Používal se především k výrobě přehozů a závěsů. Smyslem této techniky bylo využití dobře dochovaných částí starších látek. Patchwork byl technikou užívanou napříč společenskými vrstvami, setkáme se s ním ve šlechtických sídlech i v chatrčích anglického venkova. Anglický patchwork má specifický postup šití, tzv. english paper piecing. Papírové šablony v požadovaných tvarech byly obaleny ústřižky látek a ty pak sešívány k sobě. Jedním z nejznámějších a dodnes často používaných vzorů je tzv. babiččina zahrádka.
Velké obliby se dočkal patchwork mezi ženami amerických osadníků, které si tuto dovednost přivezly s sebou ze staré vlasti. Dokázaly díky ní zhodnotit zbytky látek a obnošených šatů, dal se tak znovu použít i malý kousek látky. Zvláště po vyhlášení Navigačních akt se stal pro americké osadníky patchwork často jediným způsobem, jak vyrobit nový kus oděvu. Americkým "vynálezem" bylo sešívání dek z menších částí, tzv. bloků. Jde o čtverce jednotné velikosti (často 12 palců). To umožňovalo snadnější práci. Americké ženy často pracovaly na svých dekách společně, scházely se na patchworkových dýcháncích a vyměňovaly si látky i vzory a společně dokončovaly celé deky.

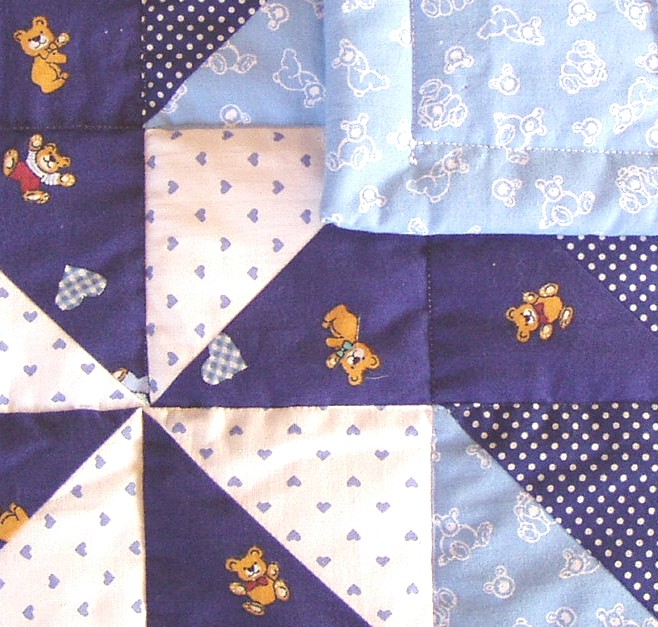
Detail zpracování

## Současnost
Po druhé světové válce se zdálo, že techniky patchworku a quiltu již patří minulosti. V poslední době ale zájem o tuto textilní techniku prudce vzrůstá a šíří se i zpět z Ameriky na starý kontinent. Obrovskou popularitu získává patchwork a quilt i v Japonsku. Také v Česku vznikají patchworkové kluby, pořádají se přednášky a školení, výstavy a objevují se knihy i obchody s bohatou nabídkou různého zboží vyrobeného touto tradiční technikou.
Původně se jednalo výhradně o ruční práci, ale dnes již bývá patchwork většinou šitý na šicích strojích. Dokonce jsou vyráběny speciální šicí stroje, na kterých lze prošívat i velmi rozměrné deky. Dnes se patchwork nejčastěji vyrábí z nových látek, speciálně pro tento účel navrhovaných. Ucelené kolekce látek vytvářejí často známí návrháři. Základem bývá 100% bavlna. Patchwork se nejčastěji používá k výrobě quiltů (deky, přehozy, polštáře), ale může být použit i pro výrobu batohů, textilních dekorací, teplých bund, kabátů a jiných oděvních doplňků.
Patchwork je dnes vnímán i jako svébytná umělecká technika, díla vyrobená tímto způsoben nacházíme v předních světových muzeích a galeriích.